# Élection présidentielle américaine de 1928 dans le Wisconsin
L'élection présidentielle américaine de 1928 dans le Wisconsin a lieu le 6 novembre 1928 comme dans les 47 autres États qui composaient alors les États-Unis. Les électeurs wisconsinois choisissent des grands électeurs pour les représenter dans le collège électoral à travers un vote populaire. Le Wisconsin dispose en 1928 de 13 grands électeurs. L'État donne l'ensemble de ses grands électeurs au candidat du Parti républicain, l'ancien secrétaire au Commerce des États-Unis Herbert Hoover. 
Le candidat vainqueur de ce scrutin dans tout le pays sera également Hoover, qui occupera la présidence des États-Unis pour un unique mandat, du 4 mars 1929 au 4 mars 1933. 